# TM-170
TM-170은 독일의 병력 수송 장갑차이다. 1979년 티센한셸(Thyssen-Henschel)에서 설계하였고 라인메탈에서 아직도 생산하고 있다. 현재 대한민국의 두산인프라코어에서 바라쿠다 장갑차라는 이름으로 면허 생산 중이다.

## 특징
TM-170은 경장갑을 가지고 병력을 빠르게 수송할 수 있도록 설계되었다. 따라서 도로에서 100km/h의 속도를 낼 수 있고 수상에서도 9km/h의 속도로 도하가 가능하다. 또한 화생방 방호장치, 야시경, 장애물 제거용 도저 블레이드, 조명장치를 추가로 장착할 수 있다.

### 무장
TM-170의 무장은 선택적으로 장착할 수 있다. 일반적으로는 2정의 7.62mm 기관총이나 20mm 포탑을 장착할 수 있다.

## 사용국가
- 독일 - 연방 경찰에서 운용
- 대한민국 - 경찰특공대에서 운용
- 룩셈부르크
- 북마케도니아
- 스페인
- 오스트리아
- 일본 - 키타큐슈시 소방국에서 내열 장갑형 구조차로 운용
- 쿠웨이트

## 바라쿠다 장갑차

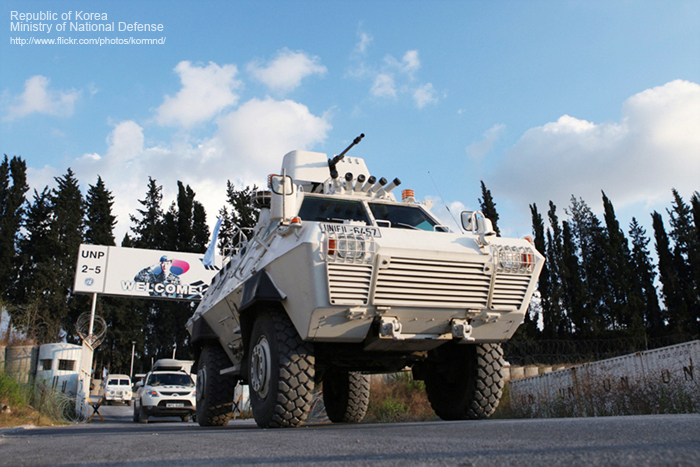
동명부대 바라쿠다 장갑차

두산인프라코어에서는 TM-170을 면허생산하여 바라쿠다 장갑차라는 이름으로 한국군 등에 공급하고 있다. 무장으로는 K6 기관총을 장착하였다.

### 사용 국가
- 대한민국
  - 자이툰 부대
  - 동명 부대
- 말레이시아 - 4대 (경찰용)
- 인도네시아 - 20대 (경찰용)